# Syeniet

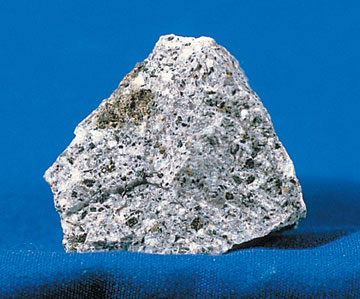
Syeniet

Het gesteente syeniet is een grofkristallijn stollingsgesteente dat verzadigd is met SiO2, maar weinig tot geen kwarts bevat. Het behoort tot de dieptegesteenten.

## Eigenschappen
De mineralen die voorkomen in syenieten zijn voornamelijk orthoklaas, biotiet, amfibool en pyroxeen. Naast orthoklaas kan syeniet ook plagioklaas bevatten. De kleur van het gesteente varieert van blauwgrijs of rood tot donkergroen of zwart. Uiterlijk lijkt het op graniet, het dieptegesteente waar het in feite de kwartsloze of kwartsarme variant van is.

## Naamgeving
De naam van het gesteente syeniet is afgeleid van de oude en Latijnse naam voor Aswan, Syene in Egypte.